# Aspalathus lamarckiana
Aspalathus lamarckiana är en ärtväxtart som beskrevs av Rolf Martin Theodor Dahlgren. Aspalathus lamarckiana ingår i släktet Aspalathus och familjen ärtväxter. Inga underarter finns listade i Catalogue of Life.